# Andreas Baader
Andreas Bernd Baader (München, 6 mei 1943 – Stuttgart, 18 oktober 1977) was een voorman van de links-extremistische stadsguerrillabeweging Rote Armee Fraktion (RAF), aanvankelijk ook wel de Baader-Meinhof-Groep genoemd.
Baader was de zoon van een in de Tweede Wereldoorlog gesneuvelde historicus. Voordat hij in het links-radicale actiewezen terechtkwam, leidde hij het leven van een rebelse bohemien. Hij volgde een tijdlang een kunstenaarsopleiding en had een paar los-vaste baantjes.
In 1968 werd Baader samen met onder anderen Gudrun Ensslin veroordeeld tot drie jaar cel wegens brandstichting in twee warenhuizen in Frankfurt am Main. Ze werden in juni 1969 vrijgelaten toen ze in hoger beroep waren gegaan, maar doken onder toen dit werd afgewezen. Baader werd in april 1970 opnieuw gearresteerd. Een gewapend groepje onder leiding van Ensslin wist hem op 14 mei 1970 te bevrijden. Ze kregen hierbij hulp van de linkse journaliste Ulrike Meinhof. Deze bevrijdingsactie wordt gezien als het eerste wapenfeit van de RAF.
De groep, naast Baader, Ensslin en Meinhof bestaande uit Horst Mahler, Holger Meins, Jan-Carl Raspe en nog verschillende anderen, was in de twee jaar die volgden verantwoordelijk voor meerdere bankovervallen, inbraken en bomaanslagen. Hierbij vielen in totaal vier doden en meer dan 30 gewonden. Op 15 juni 1972 werden de belangrijkste kopstukken, onder wie Baader, gearresteerd en later tot levenslange gevangenisstraf veroordeeld. Wegens het grote gevaar voor de Duitse samenleving werden de opgepakte groepsleden in extra bewaakte inrichtingen geplaatst en werd er in Stuttgart-Stammheim zelfs een nieuwe, hypermoderne gevangenis gebouwd.

## Overlijden
Op 18 oktober 1977 overleed Baader in zijn cel aan de gevolgen van een schotwond. Diezelfde morgen werden ook Ensslin en Raspe dood in hun cellen aangetroffen. Irmgard Möller, een vierde RAF-lid, werd zwaar gewond gevonden met een steekwond. De pers concludeerde op dezelfde dag al dat de drie zelfmoord hadden gepleegd. Hiermee liep zij vooruit op officiële conclusies van de autoriteiten. Door aanhangers van de RAF is dit altijd bestreden en wordt de dood van het drietal als executie beschouwd. Ook juristen, artsen en buitenlandse experts hebben de officiële lezing in twijfel getrokken.
In de maanden voorafgaande aan Baaders dood probeerde de zogenaamde tweede generatie van de RAF met verschillende gewelddadige acties de Duitse staat te dwingen om Baader en de andere gevangen RAF-leden vrij te laten, onder andere door de ontvoering van werkgeversvoorzitter Hanns Martin Schleyer. Deze periode staat bekend als de Duitse Herfst. Eén dag na het overlijden van de drie gevangen RAF-leden werd het lijk van Schleyer gevonden.